# エリン・モリアーティ
エリン・モリアーティ（Erin Moriarty、1994年6月24日 - ）は、アメリカ合衆国の女優。同名のコミックシリーズに基づいたAmazonプライム・ビデオシリーズ『ザ・ボーイズ』（2019年 - 現在）でのアニー・ジャニュアリー/スターライト役で有名。
『ザ・ボーイズ』以前には、Netflixの『ジェシカ・ジョーンズ』（2015年）、HBOの『TRUE DETECTIVE』（2014年）、ABCの『Red Widow』（2013年）で注目すべき役を演じた。テレビ以外では、評価の高いインディペンデント映画『キングス・オブ・サマー』や『はじまりへの旅』などに出演している。

## 来歴
ニューヨーク州ニューヨークで生まれ育つ。11歳から演技を始め、2005年のコミュニティシアターでの作品『アニー』で主演のアニーを演じた。高校を卒業すると、演技を追求するために大学への進学を延期した。

## キャリア
プロの役者としての最初の役は、テレビシリーズ『ワン・ライフ・トゥ・リヴ』や『LAW ＆ ORDER：性犯罪特捜班』でのティーンエイジャー役であった。初めて重要な役を演じたのは、2012年のコメディ映画『エイリアン バスターズ』で、ヴィンス・ヴォーンの娘役であった。また、2013年のインディーズコメディ映画『キングス・オブ・サマー』ではニック・ロビンソンが演じたキャラクターの想い人であるケリーとして出演し、ABCのドラマシリーズ『Red Widow』では主人公の娘であるナタリーを演じた。
その後、2013年に公開されたSF映画『アフター・ザ・ダーク』で脇役を演じ、『TRUE DETECTIVE』の第1シーズンではウディ・ハレルソン演じるキャラクターの問題を抱える子どもオードリー・ハートを演じた。
2014年9月には、IndieWireによって20歳未満で最高の俳優の1人に選ばれた。
2015年2月、Netflixの『ジェシカ・ジョーンズ』にメインキャストとして参加したことが発表された。2015年11月に配信された第1シーズンで、困難な生活を送っている大学生のホープを演じた。
2016年、メル・ギブソン主演の映画『ブラッド・ファーザー』に出演した。ギブソンの娘役として彼女は、ニューヨーク・タイムズのマノーラ・ダージスや、TheWrapのアロンソ・ダーオールド、バラエティのオーウェン・グレイバーマンといった批評家からは高い評価を受けたが、The A.V. Clubのイグナティー・ビッシュネベッツキーは彼女を説得力がないとし、デイリーニューズのアレン・サルキンは、ギブソンやウィリアム・H・メイシーといった俳優陣に比べると見劣りすると評価した。その年の後半には、ホラー映画『Within』に出演した。絶賛された映画『はじまりへの旅』ではジョージ・マッケイ演じる登場人物の想い人を演じた。この映画では、全米映画俳優組合賞キャスト賞にノミネートされた。
2016年6月、ダニカ・ヤロシュやヘレン・ハントとともに、LDエンターテインメントの長編映画『ザ・ミラクル・シーズン』の主役に抜擢された。この映画は2018年に公開された。また、2018年には、映画『クローゼットに閉じこめられた僕の奇想天外な旅』に出演した。2018年後半、自動車の大立者ジョン・デロリアンを逮捕したおとり捜査を中心とした映画『ジョン・デロリアン』に出演した。この映画は、2017年にハリケーン・マリア襲来中のプエルトリコで撮影され、2018年のヴェネツィア国際映画祭で初公開された。
2017年12月、ガース・エニスとダリック・ロバートソンが描く同名のコミックシリーズのアマゾン・スタジオによる実写化作品『ザ・ボーイズ』でアニー・ジャニュアリー/スターライト役としての参加が発表された。第1シーズンは2019年7月に公開された。第2シーズンは2020年9月から公開され、第3シーズンは2021年に公開されることが確定した。

## フィルモグラフィー

### 映画
| 年   | 題名                                         | 役名                     | 備考 |
| ---- | -------------------------------------------- | ------------------------ | --- |
| 2012 | エイリアン バスターズ                        | チェルシー・マカリスター | |
| 2013 | キングス・オブ・サマー                       | ケリー                   | |
| 2014 | ラスト・ワールド                             | ビビアン                 | |
| 2016 | ブラッド・ファーザー                         | リディア・リンク         | |
| 2016 | はじまりへの旅                               | クレア・マキューン       | ノミネート - 映画俳優組合賞映画俳優組合賞キャスト賞 ノミネート - シアトル映画批評家協会賞ベストアンサンブルキャスト賞 |
| 2016 | Within                                       | ハンナ・アレクサンダー   | |
| 2017 | キングコング:髑髏島の巨神                    | バーの客＃3              | カメオ出演 |
| 2018 | ザ・ミラクル・シーズン                       | ケリー・フリーラー       | |
| 2018 | クローゼットに閉じこめられた僕の奇想天外な旅 | マリー・リヴィエール     | 多言語の映画 |
| 2018 | ジョン・デロリアン                           | ケイティ・コナーズ       | |
| 2018 | モンスター・パーティー                       | アレクシス・ドーソン     | |

### テレビ
| 年            | 題名                     | 役名                                | 備考                                     |
| ------------- | ------------------------ | ----------------------------------- | ---------------------------------------- |
| 2010年        | ワン・ライフ・トゥ・リヴ | ホイットニー・ベネット              | 6エピソードに出演                        |
| 2011年        | LAW & ORDER:性犯罪特捜班 | Dru                                 | エピソード名：「フライト」               |
| 2013年        | Red Widow                | ナタリー・ウォルラヴェン            | 主要人物、8エピソードに出演              |
| 2014年        | TRUE DETECTIVE           | オードリー・ハート                  | 3エピソードに出演                        |
| 2015年        | ジェシカ・ジョーンズ     | ホープ・シュロットマン              | 主要人物（シーズン1）、7エピソードに出演 |
| 2019年 – 現在 | ザ・ボーイズ             | アニー・ジャニュアリー/スターライト | 主要人物、16エピソードに出演             |